# つむらゆき
つむらゆき は、日本の漫画家。

## 来歴
秋田書店の新人賞、第3回赤いりんご賞次点受賞者。秋田書店のエレガンスイブ増刊もっと！vol.7に掲載された「密山さんち」でデビュー。同誌がvol.008で最終号となってしまったため、各号2話ずつ計4話掲載されたのみとなった。

## 作風
太いペンで、頭身低めで輪郭の丸いかわいいキャラクターを描く。オープンなイチャラブが得意。

## 作品リスト
- 密山さんち (もっと！vol.7〜vol.008)